# Mihai Doru Oprișcan
Mihai Doru Oprișcan (n. 13 noiembrie 1955, Sibiu, România) este un deputat român, ales în 2016, din partea Partidului Național Liberal (PNL). În iunie 2018, a trecut la Partidul Alianța Liberalilor și Democraților.